# JuK
JuK es una aplicación libre para coordinación de música, diseñada para el entorno de escritorio KDE, similar a otros programas para coordinación de música como iTunes o RealOne. Es compatible con varios formatos como Ogg Vorbis y MP3, permite también la edición de etiquetas para ambos formatos (incluyendo ID3v2 para archivos en MP3), puede funcionar también con aRts, GStreamer, puede leer múltiples listas, y muchas otras funciones.
JuK fue iniciado por Scott Wheeler en el año 2000, y originalmente se llamaba QTagger. Sin embargo, no fue hasta 2002 cuando la aplicación se incorporó al CVS de KDE, donde creció como una aplicación de audio madura. Fue parte oficial de KDE por primera vez en KDE 3.2.

## Características

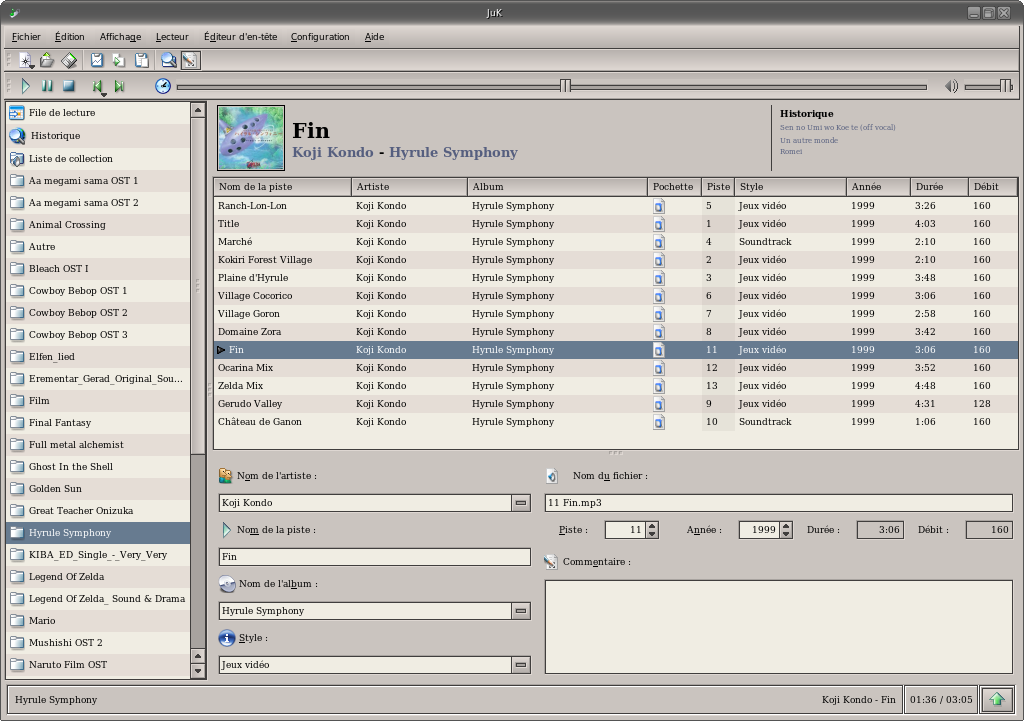
Juk mostrando una lista de reproducción.

Aunque puede funcionar como reproductor de música, JuK es principalmente una aplicación de jukebox de audio, fuertemente enfocada en gestionar la música. Las siguientes características lo demuestran:
- Lista de colección y múltiples listas de reproducción definidas por el usuario.
- Escaneo de directorios al inicio para importar automáticamente listas de reproducción (ficheros .m3u) y ficheros de música.
- Listas de Reproducción de Búsqueda Dinámica que se actualizan automáticamente como campos en el cambio de colección.
- Modo de vista de árbol donde las listas de reproducción se generan automáticamente para conjuntos de álbumes, artistas y géneros.
- Historial de reproducción para indicar qué ficheros han sido reproducidos y cuándo.
- Búsqueda en línea para filtrar los elementos visibles de la lista.
- Deducción la información de las etiquetas a partir del nombre del fichero o revisando MusicBrainz en línea.
- Renombrado de ficheros basado en el contenido de las etiquetas.
- Edición y lectura de etiquetas ID3v1, ID3v2 y Ogg Vorbis (mediante TagLib).